# 王宮坡
王宮坡（瑞典語：Slottsbacken，意為「王宮斜坡」）是一座位於瑞典斯德哥爾摩老城區的一條街道及城市廣場。它向東延伸自斯德哥尔摩主教座堂和斯德哥爾摩王宮，一直延伸到船橋，該街沿著古城的東部海濱經過。在西端，地下巷通向南方的大廣場，而大教堂坡道則延伸自大教堂和禮儀兵平台直到騎士廳廣場。
在王宮坡的南側，共有三條小巷與古城內部的繁華地區相連：包括特辛宮的兩側的芬蘭教堂小巷和球場小巷，而東長街則始於斜坡的低地東側。

## 歷史

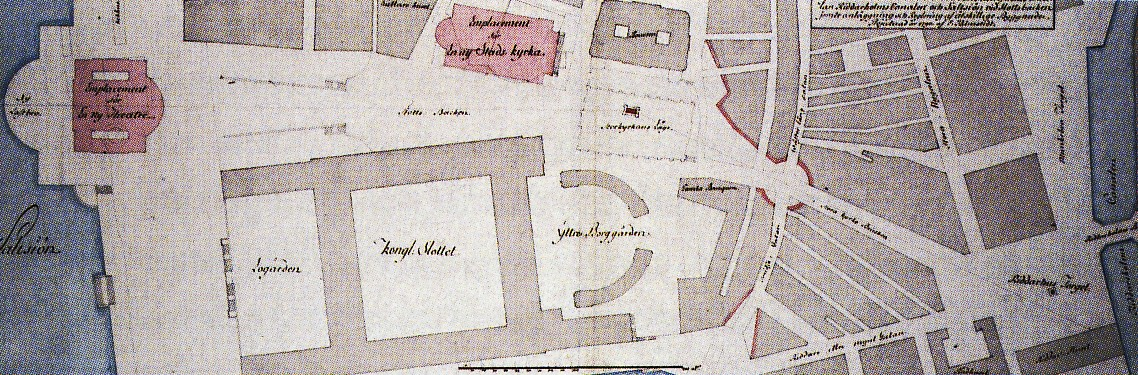
1790年的王宮坡平面地圖。

這條街道以鄰近王宮而得名，首次在歷史文獻提及則是在15世紀下半葉（1476年，stalbakkan，意為「馬厩坡」；1478年，Slotz bakkan）。起初，街道的名稱不僅指的是通往海濱的斜坡，還包括其上方的開放空地。
現今的王宮是由尼科德姆斯·特辛父子設計，建造於1697年至1760年之間。之前是中世紀的特雷克羅諾城堡（Tre kronor），該城堡在其存在期間一直進行重建，並在1697年被火災摧毀。在這座較早的建築的南側有一個由沙子和礫石組成的斜坡，出於防禦目的，因而未被利用興建建築。該斜坡可能比現在的斜坡更寬，一直延伸到南方的皇家馬厩、廚房花園和對面的屠宰場。 
1520年，市民被要求將他們的馬厩和豬圈從馬厩坡（Stallbacken）遷至城市周圍的山丘上。 16世紀，圍繞皇宮修建了新的防禦城牆以代替周圍的開放區域，然而這些防禦工事在17世紀初已經過時。
到了17世紀末，原本的斜坡已經被改造成一條非常狹窄的街道，並處於宮殿護城河南側排列的各種建築物之間。其中護城河的一部分深達五公尺，部分建築物曾用作劇院使用，並在河上建有一個上層結構。隨著新宮殿的建造，馬厩坡被重新設計成宮殿宏偉的巴洛克式前廳，南側的建築物和花園也被許多更堅固的建築所取代。雖斯德哥爾摩王宮的外部在18世紀50年代左右基本完成，但作為宮殿的主要通道，王宮坡在該世紀末仍在繼續施工。

## 建築群
王宮坡所在的區域仍存有多數具有象徵意義、被視為瑞典國家史蹟之建築群：

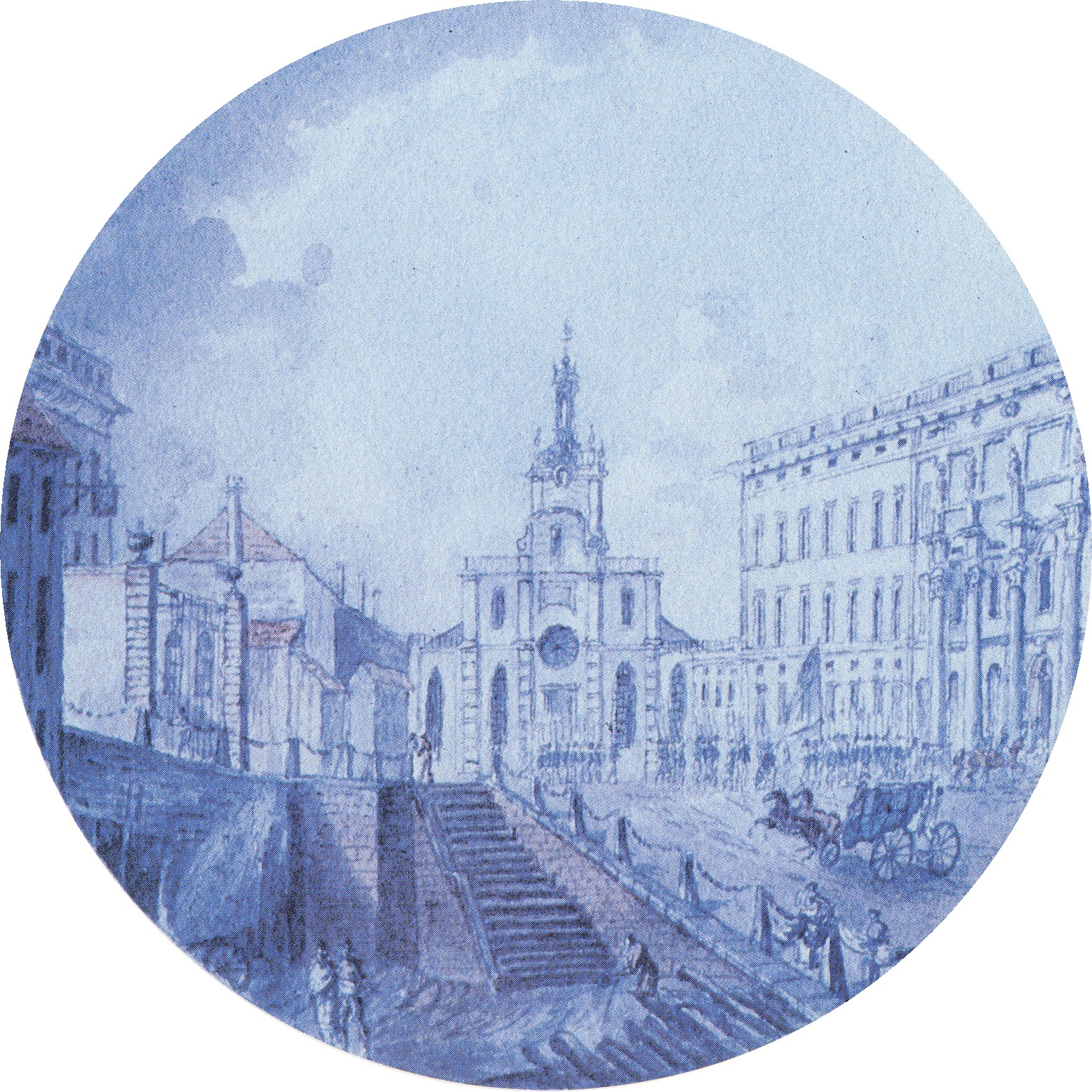
1780年代的王宮坡
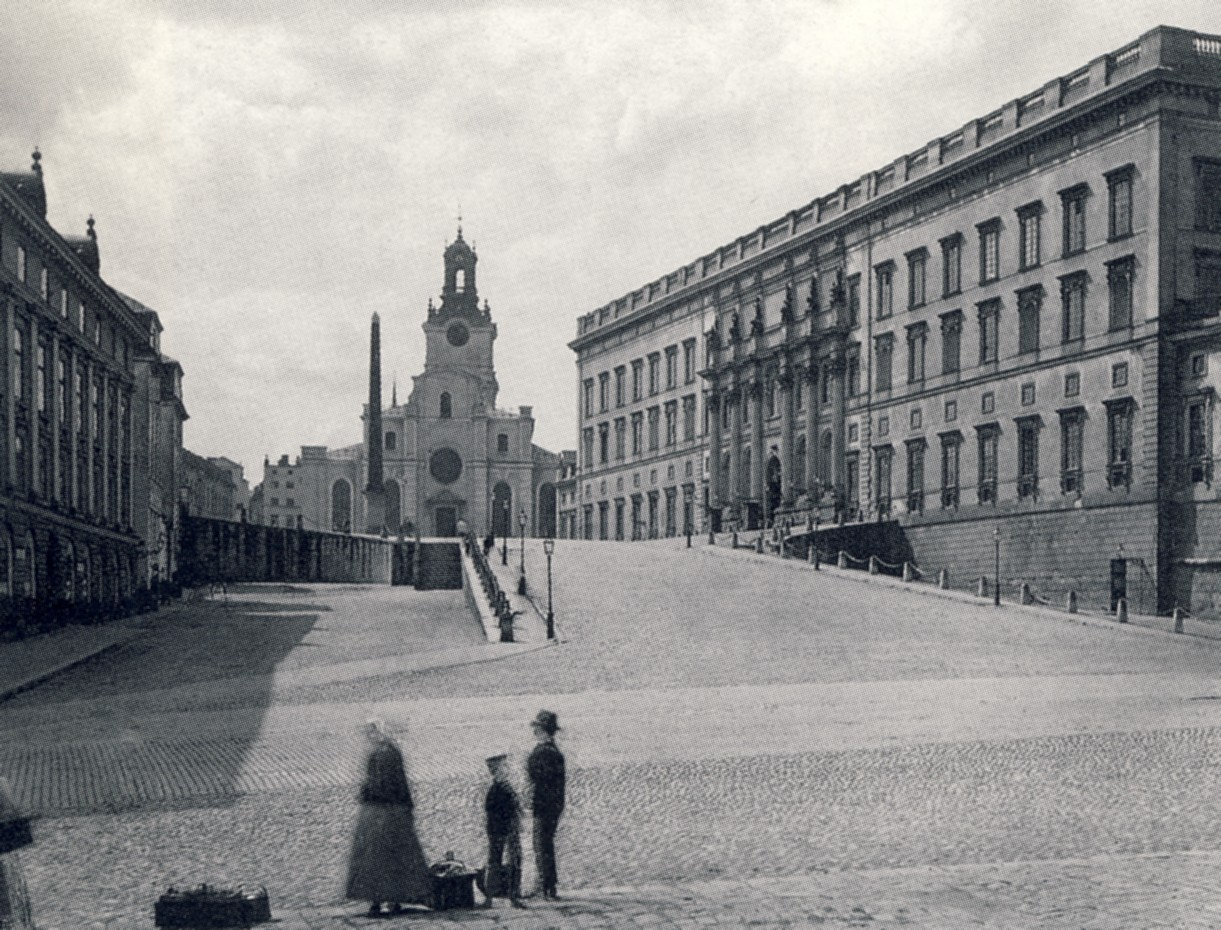
1880年代的王宮坡
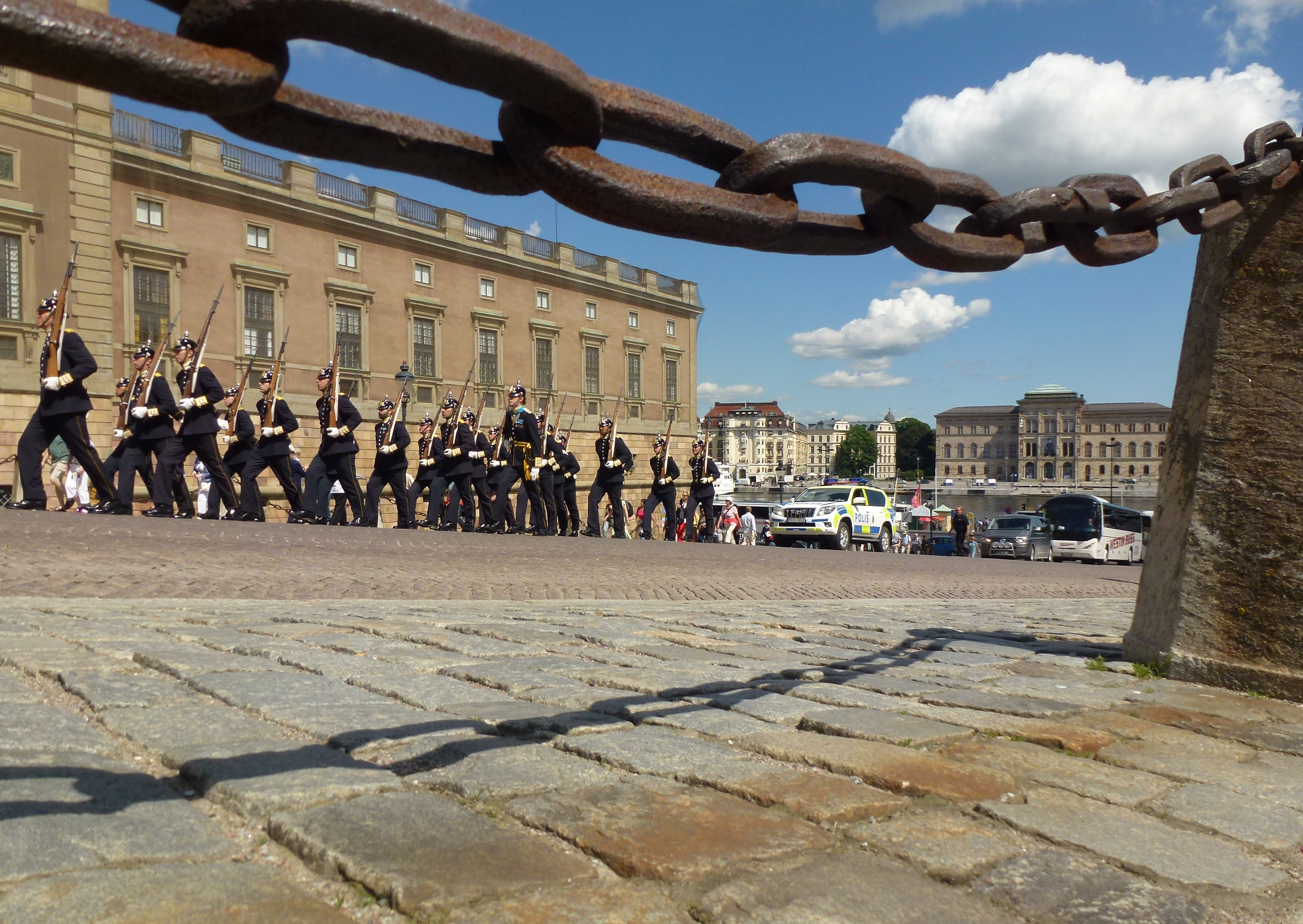
王宮坡的高級守衛
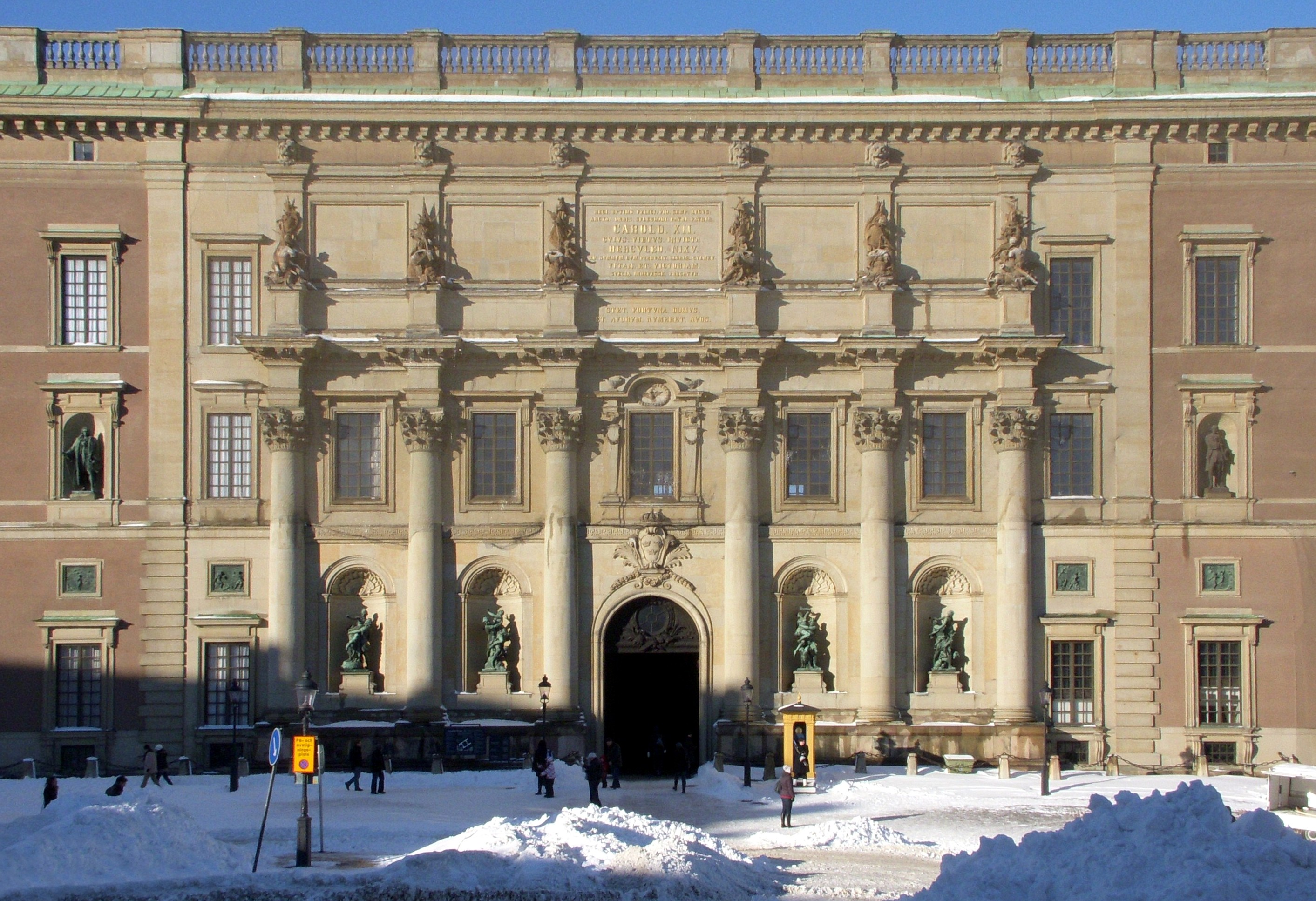
王宮面向王宮坡的南立面
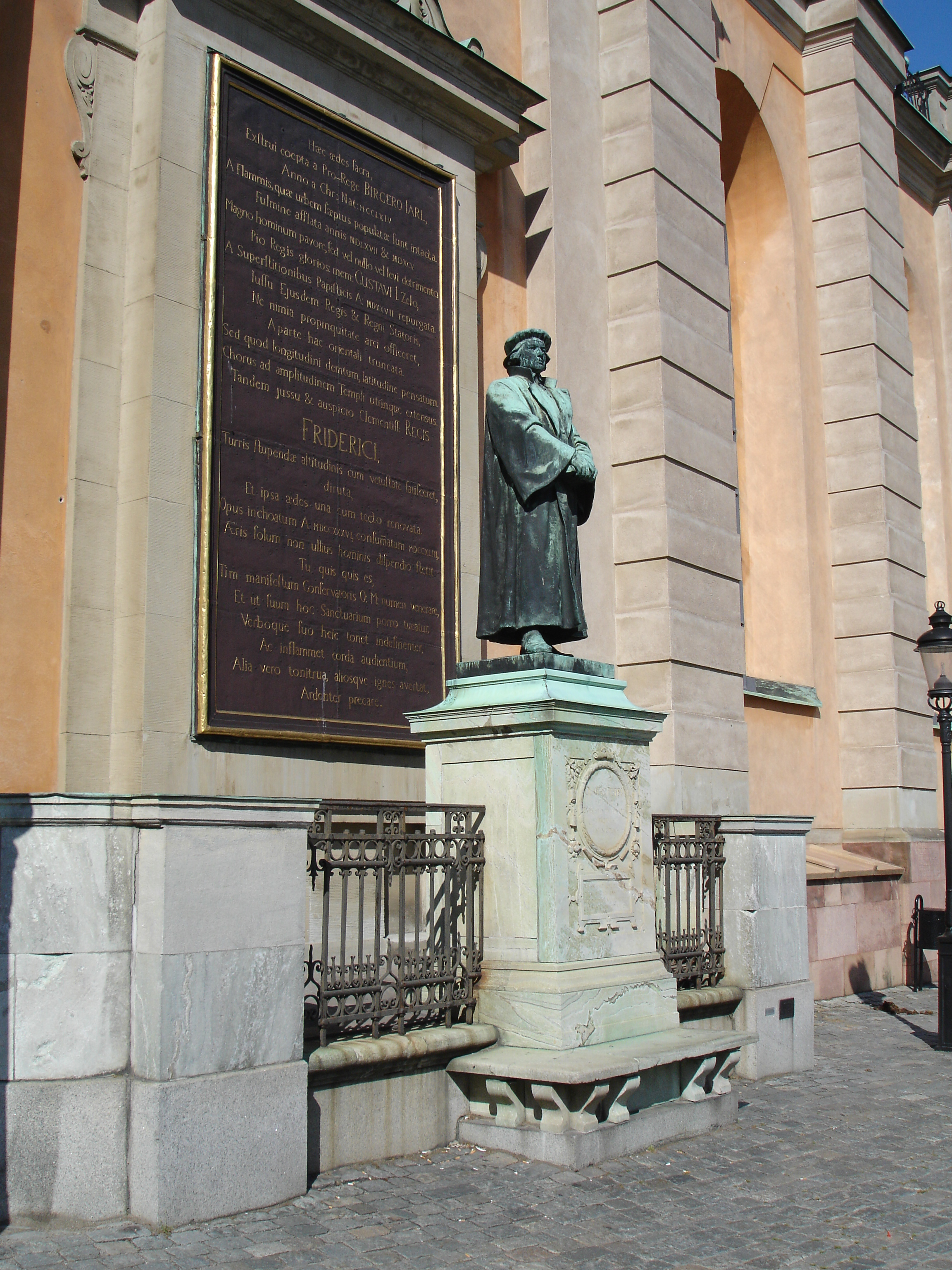
主教座堂旁奧勞斯·彼得里的銅像

### 王宮
王宮的四個立面都是用磚石建造，並按照各自功能給予獨特的設計。南立面代表國家，遮蔽著皇家教堂和國家大廳，皇家王座室，該區域由於面對著皇宮的主要通道，因而成為四個立面中最壯麗的區域。其外牆鋪上石灰岩，並設有六個戰爭戰利品、四個埃德梅·布夏爾東所繪的綁架場景和16個描繪神話場景的浮雕。中央部分上方原本打算放置一系列雕塑的欄杆。中央部分寬115公尺，東翼長48公尺，對應的西翼只有11公尺，因為建築師原先打算拆除中世紀大教堂的計劃，但最終未有實現。
八個壁龕中的雕像則繪有來自17世紀末的著名瑞典人物：埃里克·達赫伯格、馬格努斯·史坦波克、格奧爾格·斯蒂恩希爾姆、克里斯托弗·普爾海姆、年輕的尼哥德慕·提契諾、卡爾·弗雷德里克·阿德爾克蘭茨、卡爾·林奈和奧洛夫·馮·達林。

### 主教座堂
主教座堂東立面的五個部分反映了三個原始的中世紀中殿和側殿，以及兩側的側殿，其中奧勞斯·彼得里的銅像於1897年由西奧多·倫德伯格雕刻
。佩特里過去曾受到受瑞典國王古斯塔夫·瓦萨資助前往德國學習，並將聖經翻譯成瑞典語，對瑞典語言的發展起到了關鍵作用。他在1543年至1552年間擔任教會的領袖，並被葬在大教堂中。
在主教座堂和皇宮之間的鵝卵石鋪地上有兩個標記，標示出中世紀宮殿的西南堡壘和被古斯塔夫·瓦薩摧毀的中世紀教堂東部聖所的位置，以便給皇宮的大砲提供更多空間。

### 皇室官邸
位於王宮坡2號的高級建築物建於1910年，該建築是由埃里克·約瑟夫森設計。該建築因為取代了一座較低的建築物而受到許多批評，原本的建築物呈凹形立面，使得皇宮前方的空間更加寬敞和顯著，
這座代表「租房巴洛克」（hyreshusbarock）的建築在皇室的環境中被認為是不合適。但後來建築則交由皇室官邸（Hovstaterna）使用。

### 特辛宮
考慮到與王宮的位置距離以及不規則形狀的地塊，這座由尼科德姆斯·特辛父子設計的私人宮殿呈現相對低調的三層立面，在內部庭院中很少展示其精心裝飾的巴洛克式花園。
其中由斐迪南·福凱所設計的石灰石門廊，使福凱成為典巴洛克時期最著名的紀念性雕塑家之一，特辛宮內部具有豐富裝飾。立面原本由兩面與立面垂直的牆壁所包圍。

### 芬蘭教堂

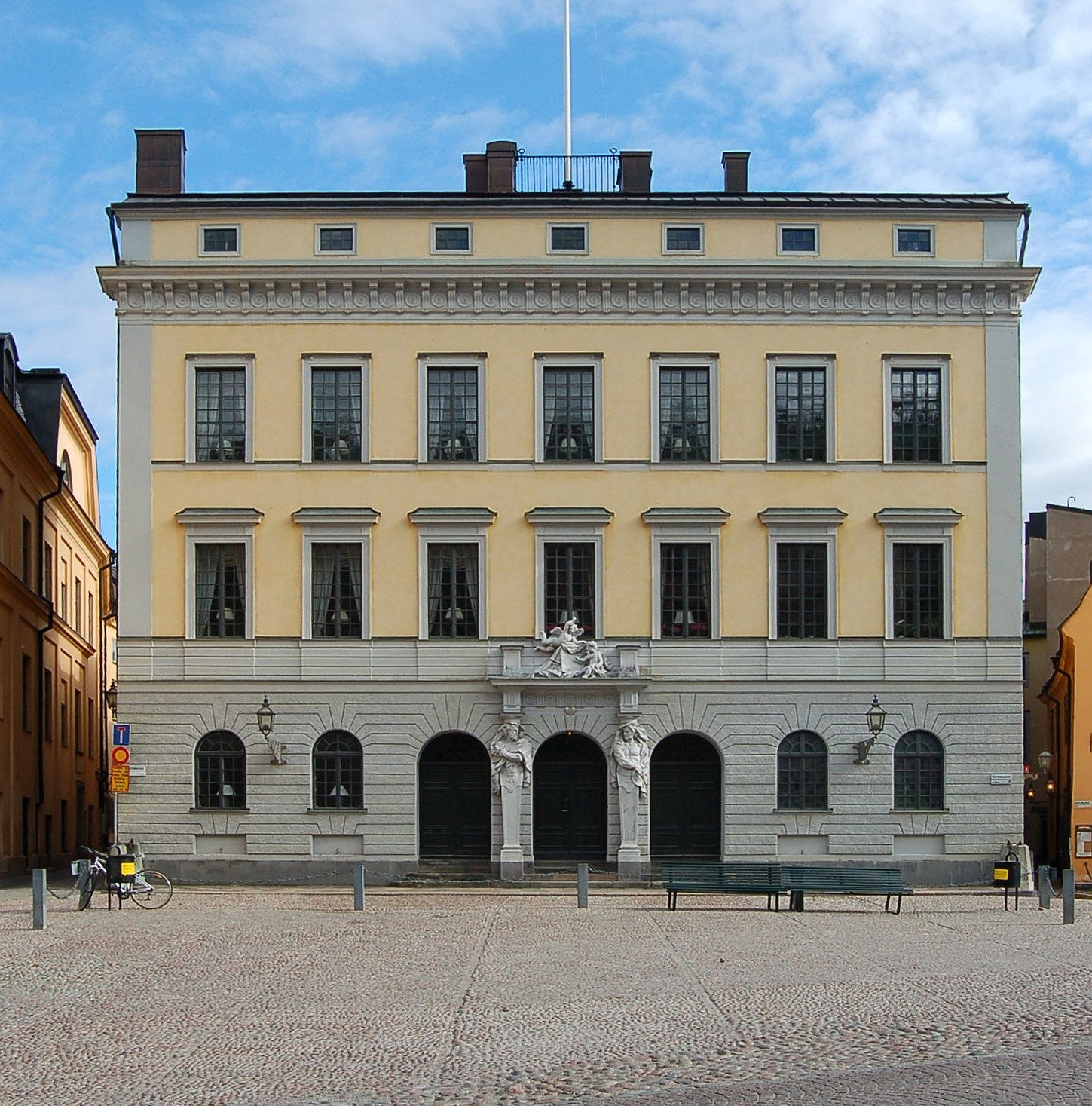
特辛宮
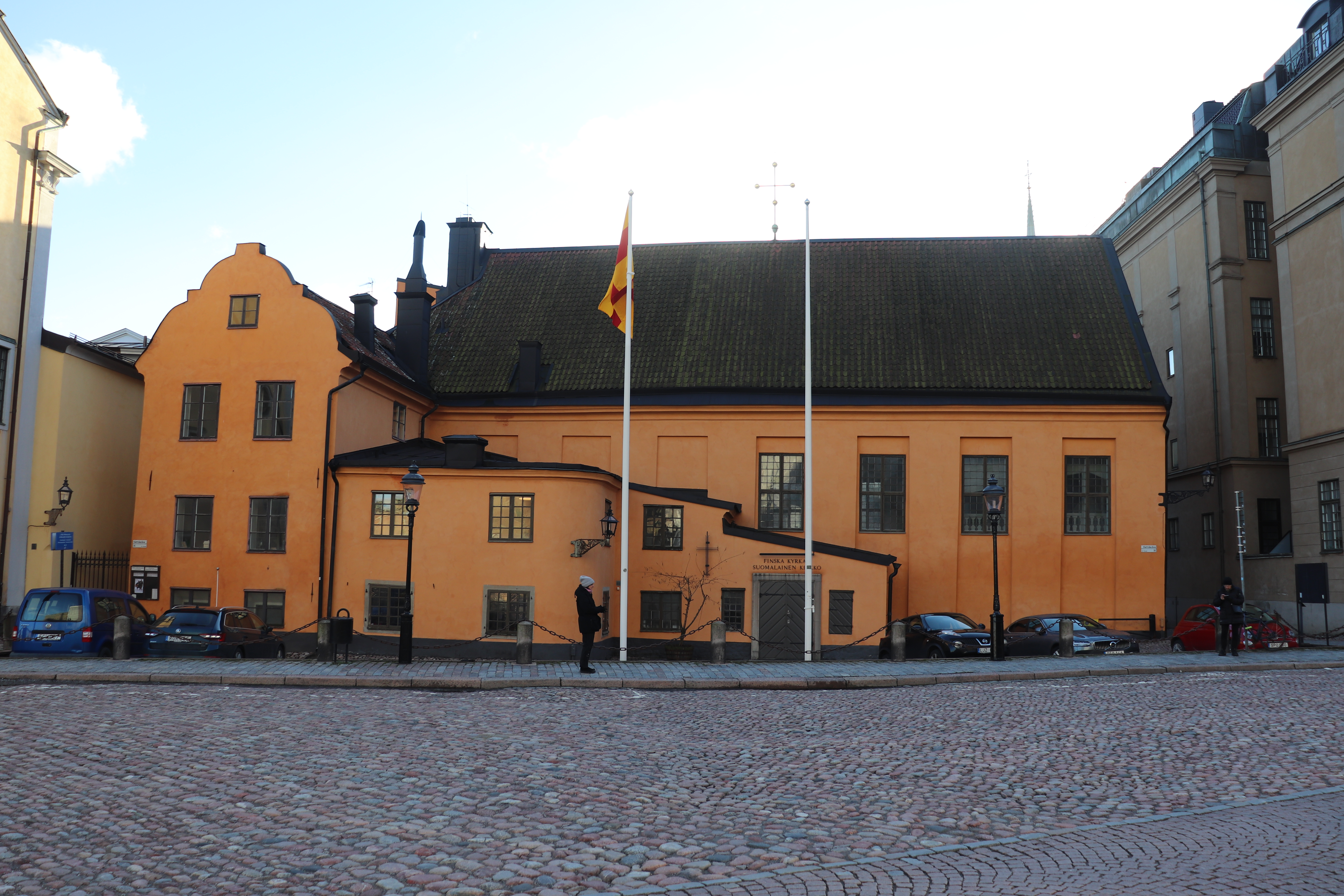
芬蘭教堂
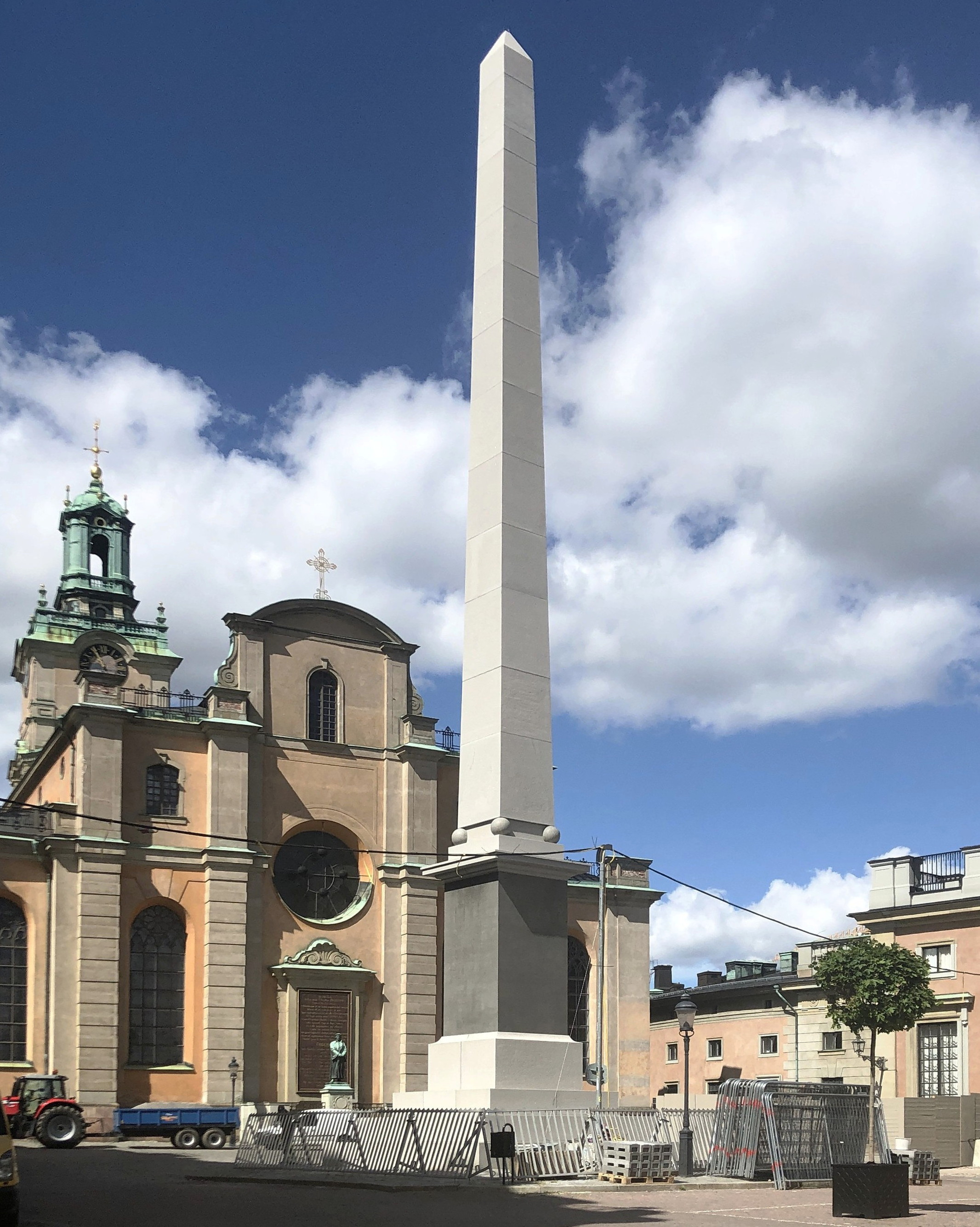
方尖碑
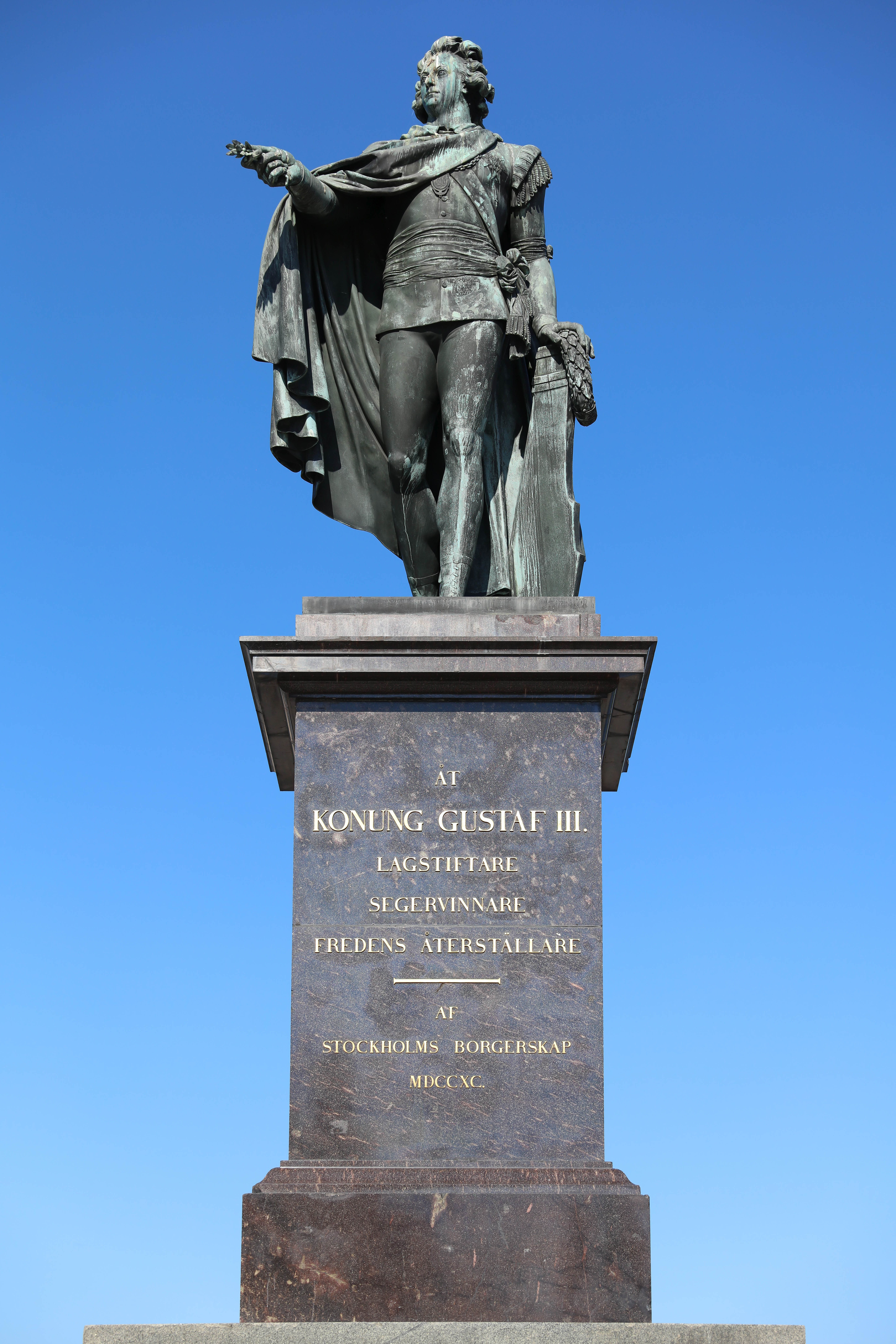
古斯塔夫三世雕像
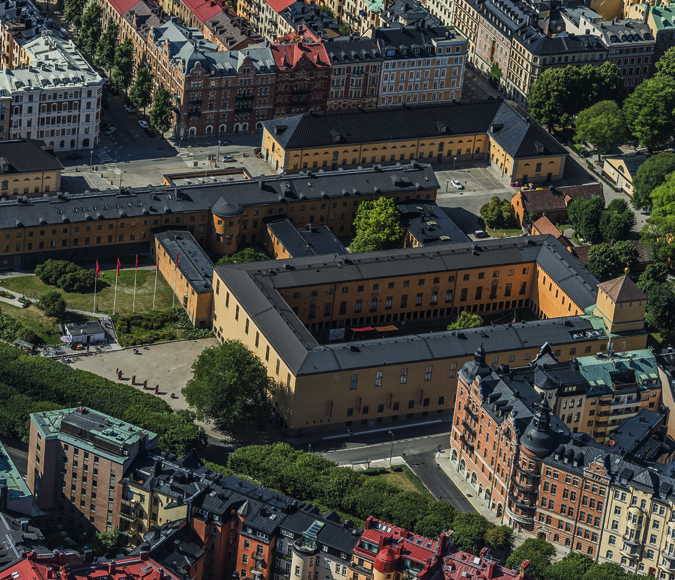
經濟博物館-王家金庫

芬蘭在1809年之前曾是屬於瑞典帝國的一部分，因芬蘭教堂的全國堂區於1533年在斯德哥爾摩建立。1648年至1653年，目前現址上興建的建築原本用於球賽，因此被稱為小球館，但主要用作劇院，並於1725年由芬蘭堂區接管。
當前內部的管風琴閣樓仍然類似於舊球場的畫廊。此外由於教堂從未有附屬的墓地，卡塔琳娜教堂對芬蘭教堂直到19世紀前都具有非常重要的地位。

### 皇家武器庫
皇家武器庫位於宮殿東翼下方，其相對低調的入口掩蓋了一座博物館。該博物館建於1971年至1978年，展示了皇家服飾、皇冠、馬車和武器，陳列在宮殿的地下拱頂下。

### 王家金庫
王家金庫是一個具有全國性責任的機構，負責保存和歷史研究硬幣、獎章和金融等領域。該機構提供了世界經濟史的收藏，通過將其收藏中的物品借給研究人員和世界各地的展覽，有助於發展其範圍內的知識；通過維護硬幣藏品國家登記，對於瑞典學者具有重要意義。
建築上方設有一件伊麗莎白·艾克斯特蘭德（Elisabeth Ekstrand）於1996年創作的藝術品，名為《水紫石遊戲》（Water Porphyry Game），這個作品由斑岩和大理石製成。

## 紀念碑

### 方尖碑
這座高30公尺的花崗岩方尖碑建於1800年，由建築師讓·路易·德普雷设计。它是由古斯塔夫三世國王委託，並由發明家和機械上校喬納斯·莉德絲壯興建的，作為紀念國王在1788年至1790年期間與俄羅斯交戰時，斯德哥爾摩市民保衛城市感激之情的紀念碑。
受到埃及方尖碑的啟發，方尖碑在垂直方向上逐漸變細，最終呈金字塔狀，並由幾塊石頭組成。

### 古斯塔夫三世雕像
古斯塔夫三世的青铜雕塑設於碼頭旁，矗立於一座斑岩底座上，這尊雕像建於1808年，由約翰·托比亞斯·塞爾格爾設計，由他的朋友、發明家和機械中校喬納斯·莉德絲壯興建。莉德絲壯還設計了雕像周圍的功能性樓梯式基座，與周圍的碼頭相配合，
雕像的靈感來自观景殿的阿波罗，整體工程則由國王親自委託，該雕塑描繪了身著海軍制服和斗篷的君主，將橄欖枝遞給瑞典人民，象徵他在1788年至1790年俄羅斯戰爭後英勇登陸碼頭的場景。

## 外部連結
维基共享资源上的相關多媒體資源：王宮坡
- hitta.se - location map and virtual walk
- Google Maps
- 4πSr - Panorama of Slottsbacken (bottom of page, 3.6 MB QTVR)

59°19′34″N 18°04′22″E / 59.32611°N 18.07278°E